# شهرستان داژو
شهرستان داژو (به لاتین: Dazhu County) یک منطقهٔ مسکونی در چین است که در داژو واقع شده‌است.